# Bristol BE.25 Orion
Le Bristol BE.25 Orion était un turbopropulseur à double corps britannique, conçu par Bristol Aero Engines et prévu pour être utilisé sur les dernières versions du Bristol Britannia et du Canadair CL-44. Même si le moteur fut produit et fit l'objet d'un programme de développement complet, le BE.25 Orion fut abandonné en 1958 par le Ministry of Supply britannique. À ce moment-là, l'intérêt envers les avions turbopropulsés commençait à baisser, essentiellement à cause de l'introduction des avions de ligne Boeing 707 et Douglas DC-8 en service civil.

## Conception et développement
Un étage de turbine à haute-pression entraînait cinq étages de compresseur axiaux, tandis-que trois étages de turbine basse-pression entraînaient en même-temps sept étages de compresseur basse-pression et l'hélice, via un réducteur à engrenages. Toutefois, comme le Rolls-Royce RB.109 Tyne, l'Orion utilisait une turbine liée, alors que son prédécesseur, le Bristol Proteus, était doté d'une turbine libre. La chambre de combustion utilisait des « boîtes à flamme » (Flame cans) séparées.
L'une des particularités de l'Orion était une limitation de puissance, partant d'une puissance thermodynamique de 9 000 ch au niveau de la mer, pour retomber à une puissance constante de 5 150 ch jusqu'à 5 000 m d'altitude.
Le projet Orion fut abandonné en janvier 1958, après avoir coûté 4,75 millions de livres sterling.

## Applications
- Bristol Britannia
- Canadair CL-44